# Радиогало (скопления галактик)

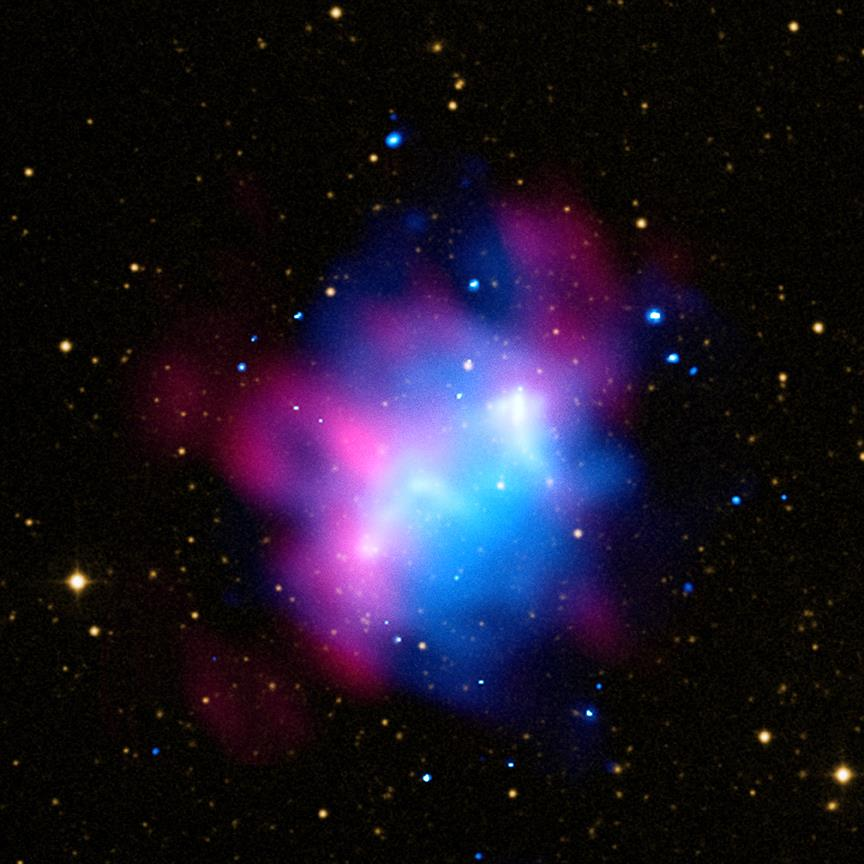
Гало скопления Abell 1758 показано розовым цветом (данные GMRT), данные телескопа Чандра показаны синим цветом.

Радиогало (англ. Radio halo) — крупномасштабные источники диффузного радиоизлучения, находящиеся в центрах некоторых скоплений галактик. Существуют два класса радиогало: мини-гало и гигантские радиогало. Размеры гигантских радиогало достигают 700 кпк — 1 Мпк, мини-гало редко превышают по размерам 500 кпк. Гигантские радиогало чаще наблюдаются в скоплениях, обладающих мощным рентгеновским излучением, по сравнению с менее мощными в рентгеновском диапазоне скоплениями ({\displaystyle \mathrm {L} _{X}\leq 10^{45}} эрг/с). Такие гало обладают крайне малой поверхностной яркостью и не всегда удаётся найти соответствующую гало галактику (по сравнению с радиогалактиками, которые обладают активными ядрами). Морфология радиогало обычно согласуется с распределением газа в пространстве внутри скопления. Мини-гало обнаруживаются в центрах охлаждающихся ядер скоплений вокруг радиогалактик.
Причина возникновения радиогало в настоящее время обсуждается, одним из сценариев формирования является ускорение умеренно релятивистских электронов при слиянии скоплений галактик. Турбулентные движения межгалактической плазмы создают магнитогидродинамические волны, которые воздействуют на умеренно релятивистские частицы (энергии порядка  102 МэВ) и ускоряют их до энергий 10 ГэВ и более. Другая модель предполагает, что радиогало образуют вторичные электроны, создаваемые при столкновениях протонов космических лучей и протонов среды между галактиками скопления. 
На краях скоплений наблюдаются структуры (англ. radio relics), напоминающие гало. Вероятно, эти структуры возникли при синхротронном излучении электронов, ускоренных ударными волнами, движущимися в магнитном поле внутри скопления (0,1 - 3 мкГс).